# 阿尔格-弗林-大山田反应
阿尔格-弗林-大山田反应缩写AFO反应
2'-羟基查尔酮在碱性溶液中用过氧化氢处理时，发生氧化环化作用得到黄酮醇（2-芳基-3-羟基-4H-1-苯并吡喃-4-酮）。
反应由爱尔兰的 Algar、Flynn 和日本的 Oyamada在1934年同时发现。这个方法是制取黄酮醇类化合物的常用方法。
反应的副产物有橙酮（aurone）(1)、二氢黄酮醇 (2)、2-苄基-2-羟基二氢苯并呋喃-3-酮 (3)和2-芳基苯并呋喃-3-羧酸 (4)。

## 反应机理
Geismann 和 Fukushima (1948) 首先提出，该反应的机理是查尔酮 (5)先转化为环氧化物 (6)，然后酚负离子对环氧化物进行亲核进攻，环化为二氢黄酮醇 (9)，继而被氧化为黄酮醇 (10)。若 (6) 中的酚负离子对羰基 β-位进行进攻，则生成二氢黄酮醇；若酚负离子对羰基 α-位进行进攻，则环化为五元的副产物橙酮 (7)。
近年来这个机理受到了其他化学家的质疑。Dean (1965) 和 Bennett/Burke (1996) 等认为虽然副产物橙酮是通过上述途径生成的，但是二氢黄酮醇则是通过其他两种路线生成。一种是查尔酮的酚负离子 (8)发生分子内的共轭加成，生成烯醇负离子 (11)，而后 (11) 再与过氧化氢作用生成二氢黄酮醇 (9)。另一种则是 (8)通过一步环化与氧化直接生成二氢黄酮醇 (9)。
Gormley (1973) 等证实环氧化物不是2'-羟基-6'-甲氧基查尔酮在高温下产生黄酮醇的路线中的中间体。 Bennett (1996) 等证明环氧化物可以是2'-羟基-6'-取代查尔酮发生 Algar–Flynn–Oyamada 反应时的中间体。
实验结果显示，取代基和反应温度对黄酮醇和橙酮的生成比例有一定的影响。2或4-位具有羟基，6'-位无甲氧基的查尔酮，反应产物主要是黄酮醇；具有6'-位甲氧基并缺少2或4-位羟基，则生成黄酮醇和橙酮的混合物。高温对生成黄酮醇有利。
原料2'-羟基查尔酮通常通过2-羟基苯乙酮与相应的芳香醛在乙醇溶液中用氢氧化钠处理来得到。1958年 Ozawa 及此后 Smith 等对 AFO 反应的改进，使得该反应的应用范围大大拓展，生成的2'-羟基查尔酮不需分离和纯化，在溶液中原位即可进行 AFO 反应，黄酮醇的产率可达51～67％。
二黄烷酮、多甲氧基黄烷酮、α-呋喃叉邻羟基苯乙酮、α-肉桂叉邻羟基苯乙酮、葡萄糖苷查尔酮以及查尔酮的插烯衍生物都可作为这个反应的起始物质。